# Hydrocena cattaroensis
Hydrocena cattaroensis is een slakkensoort uit de familie van de Hydrocenidae. De wetenschappelijke naam van de soort is voor het eerst geldig gepubliceerd in 1841 door L. Pfeiffer.